# イギリス無線協会
イギリス無線協会（イギリスむせんきょうかい 英語:Radio Society of Great Britain, RSGB）は、イギリスのアマチュア無線愛好家のための非営利団体である。

## 概要
RSGBの主な業務は、イギリス政府の規制当局であるOfcom（英国情報通信庁）に対してアマチュア無線家の利益を代表し、アマチュア無線家に技術的助言や支援を提供し、数多くの教育プログラムを支援である。RSGBには約22,600人の会員がいる。RSGBは多くの書籍と月間の機関誌『RadCom』を発行している。
RSGBLは、イギリス政府に対するアマチュア無線家の主要な代表組織でイギリス議会やOfcom(英国情報通信庁)へのロビー活動も業務に含まれる。RSGBは、国際電気通信連合（ITU）や世界無線通信会議（WRC）に対してアマチュア無線家の利益を代表する国際組織である国際アマチュア無線連合（IARU）の国際事務局でもある。
本部はベッドフォードにある。

## 歴史
1913年7月5日にロンドン無線クラブが設立された。同年9月に名称がクラブから協会に変更され、1922年11月には、協会の名称がロンドンからグレートブリテンに変更され、現在に至る。
第二次世界大戦中はアマチュア無線の活動は禁止されたが、多くの会員が国内に潜伏する枢軸国の諜報員達が利用する無線通信の傍受に従事した。
2011年には不正な経理が発覚して理事長が去った。2013年には結成100周年を迎えた。